# Erioptera nitidiuscula
Erioptera nitidiuscula är en tvåvingeart som beskrevs av Alexander 1920. Erioptera nitidiuscula ingår i släktet Erioptera och familjen småharkrankar. Inga underarter finns listade i Catalogue of Life.